# Arthur Dapieve
Arthur Henrique Motta Dapieve (Rio de Janeiro, 3 de dezembro de 1963) é um jornalista, professor, escritor e crítico musical brasileiro.
Atualmente, é professor na PUC-Rio e trabalha no programa Estúdio i, do canal GloboNews e no Redação SporTV, do canal SporTV.

## Carreira
De origem italiana, formou-se em Jornalismo pela PUC-Rio em 1985.
Em 1986, começou a trabalhar no Jornal do Brasil, onde ficou até 1991. No mesmo ano transferiu-se para a Veja Rio, deixando-a em 1992 para ingressar no jornal O Globo, no qual manteve uma coluna semanal como cronista e esporadicamente assina críticas musicais e cinematográficas. Ficou no jornal por 25 anos.
Já foi repórter, redator, subeditor e editor do Jornal do Brasil (Caderno de Idéias e B, da revista Veja Rio e do jornal O Globo (Rioshow, Opinião, etc) Também colunista do site NO e professor de jornalismo na PUC-Rio.
No rádio, apresenta uma edição mensal com o programa "Prelúdios", uma série da Rádio Batuta, a rádio de internet do Instituto Moreira Salles (IMS).

## Livros publicados
Ele escreveu a biografia Renato Russo - O Trovador Solitário em 1999, baseado em fitas com entrevistas do compositor e cantor Renato Russo.
Além deste, tem mais livros publicados, sendo eles:
- 1995 - BRock - O rock brasileiro dos anos 80[7]
- 1999 - Miudos metafísicos
- 2000 - J. Carlos Contra a Guerra
- 2004 - De cada amor tu herdarás só o cinismo (romance)
- 2006 - Os Paralamas do Sucesso - com Maurício Valladares[8]
- 2007 - Morreu na contramão
- 2008 - Antologia Da Casseta Popular
- 2008 - Black music
- 2015 - Maracanazo e outras histórias
- 2019 - Do rock ao clássico